# Barão de Pirassununga

Barão de Pirassununga

Barão de Pirassununga é um título nobiliárquico brasileiro criado por D. Pedro II do Brasil, por decreto em 06 de dezembro 1850 em favor a Joaquim Henrique de Araújo.
1. Joaquim Henrique de Araújo (1821–1883) – barão de Pirassununga[2] e Visconde de Pirassununga.[3]

Também foi concedido o título de Baronesa de Pirassununga para Luiza Bambina de Araújo Lima, esposa de Joaquim Henrique de Araújo Filho.
Outras grafías de Pirassununga são: Piraçununga e Pirassinunga.
, 
Vinconde de Pirassununga
- Barão e Baronesa de Piraçununga Joaquim Henrique de Araújo - Jornal Diário do Rio de Janeiro 1870 Edição 156Barão e Baronesa de Piraçununga Joaquim Henrique de Araújo - Jornal Diário do Rio de Janeiro 1870 Edição 156[7]
- Barão e Baronesa de Pirassinunga - Jornal Diário do Rio de Janeiro 1873 Edição 316Barão e Baronesa de Pirassinunga - Jornal Diário do Rio de Janeiro 1873 Edição 316[8]
- Barão de Pirassinunga Joaquim Henrique de Araújo - Almanak Administrativo, Mercantil e Industrial do Rio de Janeiro 1870 Edição 27Barão de Pirassinunga Joaquim Henrique de Araújo - Almanak Administrativo, Mercantil e Industrial do Rio de Janeiro 1870 Edição 27[9]